# Yūji Unozawa
Yūji Unozawa (宇野沢 祐次?, Unozawa Yūji; Chiba, 3 maggio 1983) è un ex calciatore giapponese, di ruolo attaccante.